# Habaytak Bisayf

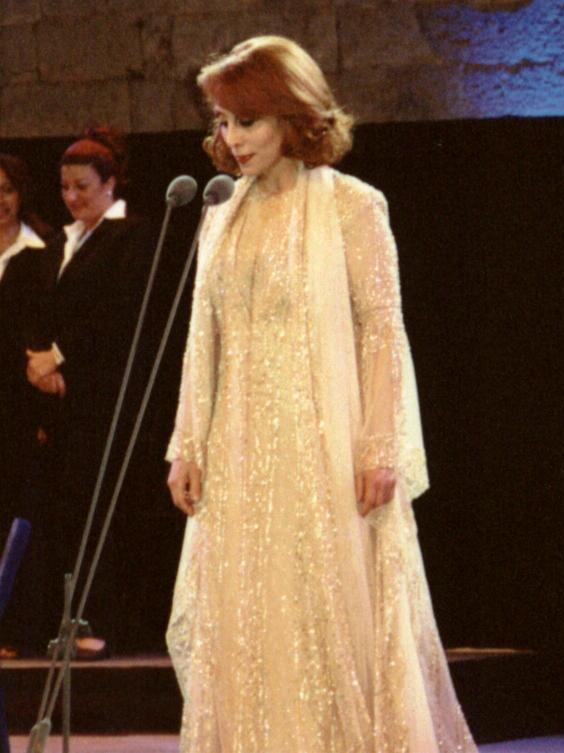
Fairuz.

«Habaytak Bisayf» (حبيتك بالصيف) (Te quise en el verano) es una canción libanesa de 1970 compuesta por los Hermanos Rahbani. Fue popularizada por Fairuz.  